# Gimax
Gimax   (Lainate, 1 de gener de 1938 - Busto Garolfo, 13 de gener de 2021) és el pseudònim del pilot de curses automobilístiques italià Carlo Franchi, que va arribar a disputar curses de Fórmula 1.

## A la F1
Gimax va debutar a la catorzena cursa de la temporada 1978 (la 29a temporada de la història) del campionat del món de la Fórmula 1, disputant el 10 de setembre del 1978 el G.P. d'Itàlia al circuit de Monza.
Va participar en una única cursa puntuable pel campionat de la F1, no aconseguint classificar-se per disputar la cursa, i no assolí cap punt pel campionat del món de pilots.

## Resultats a la Fórmula 1
| Any  | Equip        | Xassís  | Motor    | 1   | 2   | 3   | 4     | 5   | 6   | 7   | 8   | 9   | 10  | 11  | 12  | 13  | 14      | 15  | 16  | Posició | Punts |
| ---- | ------------ | ------- | -------- | --- | --- | --- | ----- | --- | --- | --- | --- | --- | --- | --- | --- | --- | ------- | --- | --- | ------- | ----- |
| 1978 | Team Surtees | Surtees | Cosworth | ARG | BRA | SUD | O.USA | MON | BEL | ESP | SUE | FRA | GBR | ALE | AUT | HOL | ITA NVQ | USA | CAN | -       | 0     |

### Resum
| Curses: | Victòries: | Pòdiums: | Poles: | Voltes ràpides: | Punts: |
| ------- | ---------- | -------- | ------ | --------------- | ------ |
| 1 (0)   | 0          | 0        | 0      | 0               | 0      |